# Acanthothorax cognatus
Acanthothorax cognatus là một loài bọ cánh cứng thuộc chi Acanthothorax trong họ Anthribidae. Loài này được Frieser, R. mô tả lần đầu năm 1997.